# Коул Кемпбелл
Вільям Коул Кемпбелл (англ. William Cole Campbell, нар. 20 лютого 2006, Х'юстон, Техас) — американський та ісландський футболіст, вінгер дортмундської «Боруссії».

## Клубна кар'єра
Кемпбелл народився в Х'юстоні, штат Техас, в родині колишньої гравчині збірної Ісландії з футболу Ракель Карвельссон та фармацевта Ленса Кемпбелла. До 14 років хлопчик активно грав у молодіжній команді «Атланта Юнайтед» після переїзду родини до штату Джорджія. Потім був ще один переїзд, цього разу до рідного міста його матері, оскільки вона хотіла доглядати за бабусею Коула. В Ісландії Кемпбелл приєднався до клубу «Гапнарф'єрдюр». Нападник вже у віці 15 років за дорослу команду у вищому дивізіоні Ісландії, провівши два матчі.
16 травня 2022 року було оголошено, що Кемпбелл влітку приєднається до дортмундської «Боруссії». Наступного дня він приєднався до «Брейдабліка» за короткостроковим контрактом, який діяв до його переходу до Дортмунда в липні.
Напередодні сезону 2024/25 Кемпбелл підписав професійний контракт з клубом до 30 червня 2028 року, та був переведений до першої команди під керівництвом тренера Нурі Шахіна. 26 жовтня 2024 року Кемпбелл дебютував за «Боруссію», вийшовши на заміну Доніеллу Малену у матчі проти «Аугсбурга» (1:2).

## Виступи за збірну
Кемпбелл грав за юнацьку збірну Ісландії до 17 років, провівши за неї 7 матчів. Згодом, під час матчу чемпіонату, він зустрівся з суперником Ароном Йоуганнссоном, який сам змінив асоціацію після гри за молодіжну збірну Ісландії та став гравцем національної збірної США. Арон вирішив переконати Кемпбела також перейти до американської асоціації.
В результаті, після обговорень з тодішнім тренером юнацької збірної США U-19 Марко Митровичем, нападник вирішив грати за свою країну народження, за яку він дебютував 24 березня проти збірної Англії до 19 років, забивши переможний дубль (3:2). Того ж року став виступати за молодіжну збірну США до 20 років.

## Особисте
Народився в США в сім'ї фармацевта Ленса Кемпбелла та ісландської футболістки Ракель Карвельссон. Його сестра Хлоя (нар 2008) також стала футболісткою.